# الشتري (المخادر)

تعديل مصدري - تعديل

الشتري محلة تابعة لقرية مدر، التابعة لعزلة بني سرحة بمديرية المخادر إحدى مديريات محافظة إب في الجمهورية اليمنية، بلغ تعداد سكانها 26 حسب تعداد اليمن لعام 2004.